# Markus Holgersson
Markus Holgersson (født 16. april 1985) er en svensk fodboldspiller, der spiller for Lorca som forsvarsspiller.  

## Karriere

### Sverige
Efter en fireårig periode i Helsingborgs rugekasseklub Ängelholms FF vendte Holgersson tilbage til Helsingborg. Efter returen til Helsingborg fik han sraks fast plads som højre back. I løbet af 2011-sæsonen hjalp Holgersson klubben til at blive det første hold i svensk historie til at vinde en treble, der består af supercupen, ligaen og den svenske pokal. Den 2. januar 2012 bekræftede Helsingborg, at Markus Holgersson havde afvist at forlænge sin kontrakt med klubben.